# Chivy-lès-Étouvelles
Chivy-lès-Étouvelles är en kommun i departementet Aisne i regionen Hauts-de-France i norra Frankrike. Kommunen ligger  i kantonen Laon-Sud som ligger i arrondissementet Laon. År 2022 hade Chivy-lès-Étouvelles 488 invånare.

## Befolkningsutveckling
Antalet invånare i kommunen Chivy-lès-Étouvelles
Referens: INSEE